# Isole Komsomol'skaja Pravda
Le isole Komsomol'skaja Pravda (in russo Острова Комсомольской правды, ostrova Komsomol'skoj Pravdy) sono un gruppo di isole russe bagnate dal mare di Laptev.
Amministrativamente fanno parte del distretto di Tajmyr del Territorio di Krasnojarsk, nel Circondario federale della Siberia.

## Geografia
Le isole sono situate nella parte nord-orientale della penisola del Tajmyr, tra il golfo di Faddej (залив Фаддея, zaliv Faddeja) e il capo di Prončiščev (мыс Прончищева, mys Prončiščeva), a nord-est degli sbocchi delle baie di Tereza Klavenes (залив Терезы Клавенес, zaliv Terezy Klavenes) e di Sims (залив Симса, zaliv Simsa).
Si tratta di 9 isole, separate dalla terraferma dai 5,6 km dello stretto di Cuba Libera (пролив Свободной Кубы, proliv Svobodnoj Kuby), che si sviluppano da nord-ovest a sud-est per circa 40 km. Le due isole principali formano due gruppetti distinti, separati dallo stretto dell'Idrografo Dikson (пролив Диксонских Гидрографов, proliv Diksonskich Gidrografov). Sull'isola Bol'šoj si raggiunge l'altezza massima di 67 m s.l.m. sul monte Žëltaja Gorbyška (гора Жёлтая Горбушка)

Il territorio è principalmente collinare, costituito da sabbione, ghiaia e spiagge di ciottoli, e coperto da vegetazione tipica della tundra. L'isola Samuila è formata da terrazzamenti creatisi per soliflussione.

Il clima è artico. Sono presenti alcuni fiumi stagionali, lunghi al massimo 4 km e una decina di laghi.
In particolare, le isole sono:
- Isola Bol'šoj (Остров Большой) o Stolovidnyj (Столовидный)[2] è l'isola più grande del gruppo (come indica anche il nome), nonché quella con l'elevazione massima. Misura 20 km di lunghezza e 11 km di larghezza. Le coste sono irregolari, con molte insenature; tra esse, la maggiore è la baia Lvimu (бухта Лвиму) a sud-ovest, in cui si trovano tre isolette senza nome. Sono presenti alcuni piccoli fiumi stagionali e 5 piccoli laghi. 77°17′00″N 107°32′13″E
- Isola Samuila (Остров Самуила), è la seconda isola per grandezza e si trova a nord-ovest rispetto a Bol'šoj. Ha una forma allungata da nord-est a sud-ovest e misura 14 km di lunghezza e 5,6 km di larghezza; nella parte meridionale raggiunge un'elevazione massima di 51 m s.l.m. Come detto in precedenza, è un'isola collinare, con terrazzamenti formatisi per soliflussione. Anche su Samuila le coste sono irregolari: le baie più importanti sono Vostočnaja (бухта Восточная) a ovest e Severnaja (бухта Северная) a nord. Sono presenti alcuni fiumi stagionali, 4 laghi (tutti lungo le coste) e 2 lagune. 77°24′52.95″N 106°43′14.19″E
- Isola Dežnëv (Остров Дежнёв), è l'isola più occidentale, a nord-ovest di Samuila e un poco a sud-est del capo di Prončiščev. Ha una forma allungata irregolare in direzione nord-sud. L'altezza massima è di 12 m s.l.m. Nella parte centrale si trova un piccolo lago. 77°30′57.24″N 106°22′00.94″E
- Isola Skala (Остров Скала),[3] è una piccolissima isola rocciosa che si trova tra Dežnev e Samuila. L'altezza massima è di soli 3 m s.l.m. 77°29′08.84″N 106°31′06.85″E
- Isola Mogil'nyj (Остров Могильный),[4] è una piccola isola che si trova a est di Samuila, al largo della baia Vostočnaja. L'altezza massima è di 8 m s.l.m. 77°23′45.09″N 106°55′23.91″E
- Isola Volodarskij (Остров Володарский), è un'isola allungata in direzione ovest-est che si trova poco a ovest di Bol'šoj, a nord-ovest di capo Sputnik (мыс Спутник). L'altezza massima è di 26 m s.l.m.77°17′46.28″N 107°08′09.92″E
- Isola Oval (Остров Овал),[5] come indica il nome, è un'isola di forma ovale, la più settentrionale del gruppetto dell'isola Bol'šoj. Ha un'elevazione massima di 13 m s.l.m. 77°23′27.63″N 107°32′59.78″E
- Isola Promyslovyj (Остров Промысловый),[6] si trova tra Oval e Bol'šoj, separata da quest'ultima dallo stretto Sudochodnyj (пролив Судоходный). L'altezza massima è di 19 m s.l.m. 77°20′53.63″N 107°38′17.77″E
- Isola Fram (Остров Фрам), è una piccolissima isoletta che si trova proprio dietro la punta nord-orientale della vicina terraferma (capo Prončiščev) e che prende il nome dalla nave Fram dell'esploratore norvegese Fridtjof Nansen. 77°34′08″N 105°42′12″E

## Storia
Le isole sono state scoperte nel 1736 dall'ufficiale di marina ed esploratore artico russo Vasilij Vasil'evič Prončiščev. Prima della rivoluzione russa del 1917, erano conosciute con il nome di "isole Samuila", in seguito fu loro assegnato il nome del quotidiano russo Komsomol'skaja Pravda, fondato nel 1925. Anche se per poco tempo, furono le prime isole ad avere il nome di un quotidiano.

## Isole adiacenti
Ad ovest, tra le isole Komsomol'skaja Pravda e la penisola del Tajmyr, si trovano le isole Isole di Vil'kickij.